# Gordon Benson
Gordon Benson (12 de maio de 1994) é um triatleta profissional britânico.

## Carreira
Ele ganhou a prova inaugural dos Jogos Europeus em Baku 2015.

### Rio 2016
Gordon Benson competiu na Rio 2016, não terminando a prova.